# 福海寺 (越南)
玉皇殿是一座廟宇，位于越南胡志明市第一郡Mai Thi Luu街。它由中国广东移民兴建于1909年。自1984年起，又有了新的中国名字福海寺。